# Michael Jeffery
Michael Frank Jeffery ou Mike Jeffery (Peckham, Londres, março de 1933 - 5 de março de 1973) foi um empresário do ramo musical na década de 1960, ficou famoso por empresariar a banda de rock The Animals e o guitarrista Jimi Hendrix, quem ele co-empresariou durante um tempo com o baixista da formação original do Animals, Chas Chandler.
Morreu em um acidente aéreo a bordo de um DC-9 da companhia Iberia Airlines, o avião sobrevoava a cidade de Nantes, França no momento da colisão. Jeffery foi interpretado pelo ator Billy Zane no filme Hendrix.

## Começo
Mike Jeffery começou sua carreira na música como dono/empresário de clubes em Newcastle upon Tyne no norte da Inglaterra; o Marimba coffee bar e o the Downbeat jazz club,  Eric Burdon vocalista do The Animals era o patrão desse último, que eventualmente se tornou um clube de beat music apresentando bandas locais como The Alan Price Combo (originalmente The Pagans e logo The Animals), The Kylastrons e The Invaders.
Depois de fechar os dois clubes por problemas com incêndios, Jeffery abriu o Club A'Gogo em parceria com Ray Grehan, um vendedor da companhia Automaticket. Esse clube se tornou o mais conhecido de Newcastle, particularmente depois das boas vendas de gravações da banda da casa, o The Animals, eles foram substituídos pelo The Junco Partners quando alcançaram fama internacional. O clube apresentou vários artistas de sucesso da década de 60 como Captain Beefheart, Cream, Fleetwood Mac, The Graham Bond Organisation, Howlin' Wolf, Jeff Beck, Jimi Hendrix, John Lee Hooker, John Mayall’s Bluesbreakers, Pink Floyd, The Rolling Stones, The Who e The Yardbirds. Isso atraiu a clientela jovem de Newcastle dentre esses clientes estavam Sting e Bryan Ferry.

## The Animals
Jeffery firmou um contrato com o The Animals como empresário obteve um contrato de gravação com a Columbia Records, as gravações seriam produzidas por Mickie Most. Depois do sucesso de sua segunda gravação, The House of the Rising Sun, o grupo embarcou para uma turnê nos Estados Unidos. Apesar do sucesso, Jeffery foi abertamente condenado pelos integrantes da banda, que culparam ele pela separação da banda, alegando que ele fazia a eles trabalharem demais e ficava com a maioria dos lucros.

## Jimi Hendrix
Quando Chas Chandler decidiu se tornar empresário ele mesmo e assinou um contrato com Jimi Hendrix, ele precisava de suporte financeiro para começar o The Experience, e então  fez uma parceria com seu antigo empresário com sentimentos bem desconfortáveis. Jeffrey se tornou co-empresário do The Jimi Hendrix Experience, tomando conta dos negócios enquanto Chandler se ocupava com a produção.
Jeffery recebeu críticas quase que unânimes dos biógrafos de Hendrix. Alguns alegaram que Jeffery sifou demais as receitas de Hendrix e distribui em contas de diversos bancos, que ele tinha contatos duvidosos com os serviços de inteligência dos Estados Unidos (foi reportado [carece de fontes?] que internos afirmaram que ele trabalhou para o MI5, serviço de inteligência britânico e que tinha conexões com o crime organizado europeu). Quando o baixista do Experience, Noel Redding questionou para onde Jeffery estava levando maletas cheias com dinheiro da banda, ele foi convidado a se retirar.
Em outubro de 2006 foi feita audição de 15 milhões de dólares dos items de posse de Michael Jeffery, incluindo vários hits de Jimi Hendrix como Purple Haze e Voodoo Child (Slight Return). Experience Hendrix, uma companhia formada pela família de Hendrix, disse que irião provar que tinham posse desses items e que tinham a intenção de abrir um processo.

### Acusação da morte de Jimi Hendrix
Jimi Hendrix morreu no dia 18 de setembro de 1970 no Mary Abbotts Hospital em Kensington, Londres. Ele foi encontrado inconsciente às 11 horas da manhã no porão do flat de Monika Dannemann, que era namorada de Hendrix na época. Em maior de 2009 a mídia britânica reportou alegações de que Michael Jeffery teria assassinado Jimi Hendrix.  James "Tappy" Wright, que era um roadie dos Animals nos anos 60, afirmou que conheceu Michael Jeffery em 1971, um ano depois da morte de Hendrix, e que Jeffery havia confessado ter assassinado Hendrix ao dar pílulas e uma garrafa de vinho para ele. Com a intenção de matar o guitarrista e ficar com o dinheiro de seu seguro de vida.
Wright citou Jeffery com as seguintes palavras: - Eu estava em Londres na noite da morte de Jimi junto com velhos amigos... nós fomos para o quarto de hotel de Monika, pegamos um punhado de pílulas e e enfiamos elas na boca de Hendrix... depois entornamos algumas garrafas de vinho pela sua garganta. O empresário estava conforme alegado com medo de que Hendrix o despedisse.
Em maio de 1968, Chandler e Jeffery ganharam o seguro de vida de Jimi Hendrix. Os detalhes do pagamento (valor e data) não foram revelados, mas é sabido que nenhum dinheiro foi pago a Jeffery enquanto estava vivo. Também deve ser observado que Michael Jeffery estava em Majorca, Espanha (confirmado por três pessoas) e não em Londres no dia da morte de Hendrix.[carece de fontes?]
Na época da morte de Jimi Hendrix, o médico legista gravou um veredicto aberto, afirmando que a causa de morte foi intoxicação por barbitúricos e inalação de vômito. De qualquer maneira, Dr. John Bannister, o médico que fez o atendimento e tentativa de ressuscitação de Hendrix, mais tarde lançou a possibilidade de Hendrix ter morrido verdadeiramente pela inalação forçada de uma grande quantidade de vinho tinto. Isto é um mito; o patologista, Prof. Teare, não conseguiu encontrar vinho quando fez uma autópsia no corpo de  Jimi Hendrix. De fato a quantidade de álcool detectada era tão baixa que teria passado em um teste de bebidas para motoristas da época.[carece de fontes?]